# Lucio Mario Massimo
Lucio Mario Massimo (latino: Lucius Marius Maximus; fl. 232) fu un senatore e politico dell'Impero romano.
Massimo era figlio dello storico, senatore e console Lucio Mario Massimo Perpetuo Aureliano. Divenne a sua volta console nel 232.